# I Heard It Through the Grapevine
«I Heard It Through the Grapevine» es una canción escrita por Norman Whitfield y Barrett Strong para la compañía de Motown Records en 1966. La primera versión lanzada de esta composición fue producida por Whitfield para Gladys Knight & the Pips, lanzada como sencillo en septiembre del año de 1967, alcanzando éxito como la segunda posición en las listas de Billboard.
The Miracles de hecho fueron los primeros en grabar la canción, en el año de 1966, pero esta sería lanzada hasta 1968 en su álbum Special Occasion
Marvin Gaye realizó una versión de la canción en su álbum de 1968 In the Groove, que sería al igual un éxito en las listas, alcanzando los primeros puestos.
La grabación de Gaye se ha convertido desde entonces en un clásico aclamado del soul. En 1998, la canción fue incluida en el Salón de la Fama de los Grammy por su "valor histórico, artístico y significativo". En 2004, se colocó en el puesto 80 en la lista de Rolling Stone de Las 500 Mejores Canciones de Todos los Tiempos, luego fue reclasificada en el puesto 81 en 2010. En 2021, fue clasificada en el puesto 119. Y en la edición conmemorativa del cuadragésimo aniversario de la revista Billboard de junio de 2008, "Grapevine" de Marvin Gaye fue clasificada en el puesto sesenta y cinco.
En 2018, la versión de Gladys Knight & the Pips también fue incluida en el Salón de la Fama de los Grammy.
La canción además ha sido versionada por muchos artistas más, incluida la banda Creedence Clearwater Revival, quién hizo una épica interpretación de once minutos para  su álbum de 1970, Cosmo's Factory, que sería lanzado como un sencillo promocional con una duración de 4 minutos.

## Composición
Las letras cuentan la historia en primera persona de los sentimientos de traición y poca confianza cuándo oye de la infidelidad de su novia.
En 1966, Barrett Strong, cantante de lo que era en ese momento el hit de la empresa Motown, Money (That's What I Want) tenía la idea de una canción que había escrito en Chicago, idea que le había venido mientras paseaba por la Avenida de Míchigan y oía que la gente siempre decía "Lo escuché a través del vid de uva" ("I heard it through the grapevine"). Esta frase está asociada a los esclavos negros de la Guerra Civil.
El productor Norman Whitfield trabajó con Strong en la canción, agregando letras a la sintonía básica de góspel influenciada por Ray Charles de Strong y la única línea del estribillo de "Lo escuché a través del grapevine". Esta iba a ser la primera de una serie de colaboraciones exitosas entre Strong y Whitfield.

## Versión de Marvin Gaye
La versión de Marvin Gaye, lanzada en su álbum de 1968 In the Groove, es la segunda grabación conocida. Whitfield grabó la canción con Gaye en cinco sesiones, la primera el 3 de febrero de 1967, y la última el 10 de abril de 1967. Las grabaciones de esta versión tardaron más de un mes debido a que Whitfield doblaba las vocales de Gaye con las vocales de fondo de las Andantes, mezclando varias pistas que presentaban a los Funk Brothers en la pista de ritmo, y agregando la sección de cuerdas de la Orquesta Sinfónica de Detroit con un arreglo de Paul Riser.
La sesión que contó con Gaye llevó a una discusión entre el productor y el cantante. Whitfield quería que Gaye interpretara la canción en una tonalidad más alta que su rango normal, un movimiento que había funcionado con David Ruffin durante la grabación del éxito de Temptations, "Ain't Too Proud to Beg". La mezcla de las vocales rasposas de Gaye y las armonías más dulces de las Andantes hizo que Whitfield estuviera seguro de que tenía un éxito; sin embargo, a pesar de la aprobación del Departamento de Control de Calidad de Motown, Gordy bloqueó el lanzamiento.